# Back in Action
Back in Action è un film del 2025 diretto da Seth Gordon.

## Trama
Gli agenti della CIA Matt ed Emily, colleghi e fidanzati, vengono incaricati dal loro superiore e amico Chuck di rubare la Chiave, un dispositivo in grado di controllare qualsiasi sistema elettronico, all'ex agente polacco del KGB, diventato terrorista, Balthazzar Gor, durante la grandiosa festa di compleanno dei suoi figli.
Matt ed Emily riescono a rubare il dispositivo e a scappare verso un punto di ritrovo. Tuttavia, durante il volo di ritorno, Matt scopre che la donna è incinta e l'equipaggio li assale per la Chiave, dato che sono pagati da Gor, il duo riesce però a neutralizzarli e a fuggire prima che l'aereo si schianti, i due decidono di sparire, per proteggere il nascituro e la Chiave è andata distrutta nello scontro.
Quindici anni dopo, gli ormai sposati Matt ed Emily risiedono ad Atlanta sotto nuove identità, mentre cercano di prendersi cura dei loro figli Alice e Leo, fingendosi persone noiose. Una notte Emily spiando la figlia, scopre che esce con un ragazzo più grande di lei, la segue col marito a un night club e scoppia una rissa, dove vengono ripresi. 
Il giorno dopo Chuck, bussa alla loro porta, rivelando che sono stati scoperti e chiede della Chiave, Matt rivela che in realtà la nascose, invece di distruggerla, improvvisamente Chuck viene ucciso dal gruppo mercenario di Gor capitanati da Volka.
Matt ed Emily riescono a liberarsi dei mercenari e recuperano i figli da scuola, prima di prendere un volo per l'Inghilterra. Matt afferma che la Chiave è all'interno della villa di Ginny Curtis, la madre di Emily ed ex cecchino dell'MI6. 
Arrivati a Heathrow, la famiglia viene inseguita sia da Volka che dal MI6, guidati dall'ex fidanzato di Emily, Baron. Sebbene i due cercano di non rivelare i loro segreti ai figli, questi sono sempre più sospettosi dal fatto che gli avevano detto di non avere parenti, il viaggio improvvisato e il fatto che usano nomi falsi, la coppia è costretta a rivelare loro la verità, quando li vedono respingere i mercenari e sfuggire all'MI6, prima di arrivare alla villa di Ginny.
Matt ed Emily trovano la Chiave e sono costretti a consegnarla ai mercenari mentre invadono la villa. Chuck, si rivela vivo, ma anche che lavora con Gor e Volka per vendicarsi, perché è stato licenziato dalla CIA dopo che loro finsero la loro morte con la Chiave e la sua vita andò in malora, rapisce Leo e Alice e fa perdere i sensi ai genitori. Ginny liberatasi, si difende da alcuni degli agenti di Volka, ma il suo partner Nigel viene ferito da un proiettile vagante nella mischia.
Utilizzando un anello di Leo con GPS, rintracciano Chuck a un evento di gala alla Tate Modern di Londra, dove ha intenzione di vendere la Chiave al miglior offerente. Come dimostrazione, la sua assistente Daphne usa la Chiave per hackerare la centrale elettrica e causare un breve blackout in tutta Londra, quindi la barriera del Tamigi per forzare l'apertura delle sue paratoie. Matt ed Emily si infiltrano nella Tate Modern e mettono fuori combattimento le guardie di Chuck e Gor, mentre cercano i figli.
La coppia è seguita da Baron e dall'MI6, che arrivano anche loro per catturare Chuck, dopo aver capito che sono dalla loro parte. Mentre gli agenti di Baron si impegnano contro gli agenti del Volka, la coppia, con l'assistenza di Ginny, insegue Chuck, che intende scappare con Leo e Alice da Londra attraverso la barriera del Tamigi. Nigel individua Daphne e schianta il suo furgone contro il suo, rendendola incosciente e assicurandosi la Chiave.
Ginny guida Nigel a chiudere la barriera del Tamigi mentre Emily requisisce una barca, e lei e Matt raggiungono Chuck, mettono i figli in salvo, sottomettono l'ex amico e lo lasciano sulla barca mentre questa si schianta contro la barriera che si chiude.
Salvata sia dalla polizia che dall'MI6, la famiglia si riconcilia con Ginny. Tempo dopo, mentre l'intera famiglia assiste alla partita di calcio di Alice, Matt ed Emily incontrano Baron, il quale li informa che il corpo di Chuck non è mai stato trovato, il che suggerisce che potrebbe essere ancora vivo e propone di reclutare il padre di Emily, di cui Matt non è a conoscenza.

## Distribuzione
Il film è stato distribuito sulla piattaforma Netflix a partire dal 17 gennaio 2025.